# Millbank
Millbank es una zona central de Londres, situada en el barrio de City of Westminster. Millbank está a orillas del río Támesis, al oeste de Pimlico y al sur de Westminster.
El nombre de esta zona, deriva de un molino que debió de estar cerca de la Abadía de Westminster. Hasta el siglo XIX, esta zona estaba dominada por la Millbank Prison, usada en las deportaciones de prisioneros a las colonias británicas. La mayor parte de la apariencia de esta zona data de 1930, cuando esta zona fue reconstruida para reparar los daños causados por las inundaciones de 1928.
Millbank es también el nombre de la principal calle de la orilla norte del río Támesis, extendiéndose desde Vauxhall Bridge Road hasta Abingdon Street, hasta el sur de Parliament Square.